# غوطي لوكيلي
غوطي لوكيلي (من مواليد 1 يوليو 1973 في تلمسان، الجزائر) هو لاعب كرة قدم جزائري لعب كمدافع لفريق مولودية باتنة في البطولة الوطنية الجزائرية .

## روابط خارجية
- غوطي لوكيلي على موقع قاعدة بيانات كرة القدم.إي يو (الإنجليزية)
- غوطي لوكيلي على موقع ناشيونال فوتبول تيمز (الإنجليزية)